# 골드아이19
골드아이19(Gold i 19)는 2025년 주식회사 아이파이오니어코리아에서 출시한 주류이다.

## 상세
수년간 국내 연구진들의 노력으로 완성한 최고급 원액으로 제조된 주류로, 오크통에 숙성시키는 주종이기 때문에 부드러운 목넘김과 오크 향을 느낄 수 있다. 증류, 블렌딩, 숙성 등 전 과정에서 수년간 연구를 통한 최적화를 시행했다. 알코올 도수는 35도로 저도주에 속하며, 공식적인 맛 평가에서는 특유의 고소한 향과 부드러운 맛이 돋보인다는 평이 주를 이룬다.